# Mosquée de Sidi Bellahsen
 (décembre 2022).
Si vous disposez d'ouvrages ou d'articles de référence ou si vous connaissez des sites web de qualité traitant du thème abordé ici, merci de compléter l'article en donnant les références utiles à sa vérifiabilité et en les liant à la section « Notes et références ».
La Mosquée de Sidi Bellahsen (en arabe : مسجد سيدي بلحسن) a été construite à Tlemcen en 1296 par le souverain zianide Abou Saïd Uthman Ier en l'honneur de son frère l'émir Abou Ibrahim ibn Yahyâ Yaghmourâsan. 

## Architecture
La mosquée transformée en musée s’élève sur le côté ouest de la place voisine de la Grande Mosquée de Tlemcen. Cet intéressant modèle de l’art musulman a été élevé, ainsi qu’en témoigne l’inscription gravée sur une plaque d’onyx scellée dans le mur ouest de la salle de prière au milieu de la troisième travée, ainsi que celles placées sur deux panneaux de plâtre formant la cimaise du mihrab, en l’honneur de l’émir Abû Ibrâhîm ibn Yahyâ Yaghmurâsan, en 1296, après le décès de celui-ci. On suppose que le nom actuel de l’édifice vient du célèbre jurisconsulte Abû al-Hasan ibn Yakhlaf al-Tanasî, savant qui professa sous le règne d’Abû Sa‘îd ‘Uthmân (1283-1303).
Elle est construite en marbre, en pierre, plâtre et brique. Le décor architectural extérieur est dessiné en plâtre, en céramique, bois et brique
Cette mosquée zianide présente des dimensions modestes, qui s’expliquent par la présence dans la cité de grands sanctuaires. Son plan se caractérise par l’absence de cour et des travées perpendiculaires à la qibla. La salle de prière est divisée en trois nefs et trois travées déterminées par deux rangées d'arcs brisés qui reposent sur des colonnes en onyx ; certaines sont surmontées de magnifiques chapiteaux. Les plafonds sont faits de poutrelles de cèdre simulant des entrelacs. Ils nous offrent le premier exemple algérien de caissons, développés pendant trois ou quatre siècles en Andalousie.
Le mihrâb, s’ouvre par un arc outrepassé cerné d’un encadrement rectangulaire surmonté de trois ouvertures meublées de claustra finement ajourées de rosaces. Chef-d'œuvre de la sculpture sur plâtre, ses voussures sont meublées alternativement de motifs floraux et épigraphiques ; de ses écoinçons jaillissent deux délicats cabochons spiralés sur fond de motif étoilé à huit branches et de rinceaux. Ce mihrâb marque le sommet de l'art hispano-mauresque. De plan hexagonal, il est couvert d'une coupole à muqarnas. Sa niche qui part d'un plan octogonal pour aboutir à une coupolette à cannelures est composée de rectangles incurvés ajourés, de losanges, de triangles, de motifs piriformes.
La partie inférieure des chapiteaux s'orne d’un méandre à crochet, stylisation de la couronne d'acanthe antique, tandis que leur partie supérieure, parallélépipédique, présente un décor végétal, ils ne sont pas sans évoquer certains chapiteaux des Grandes Mosquées de Cordoue et de Tlemcen. Dans les autres chapiteaux, un décor central de palmette repose sur des caulicoles issues des feuilles d'acanthe de la partie inférieure. Déjà présentes dans le vocabulaire ornemental wisigothique, les caulicoles apparaissent dans l'art islamique d'Occident à l'Aljaferia de Saragosse.
Le minaret en brique composé d'une tour et d'un lanternon occupe l'angle sud-est de l’édifice. On accède à la plate-forme supérieure au moyen d'un escalier tournant autour d'un noyau central. Ses quatre faces s’ornent d’une succession de panneaux rectangulaires, les uns ornés de réseaux losangés curvilignes, les autres d’arcs polylobés. Sur ses quatre faces, le lanternon enferme dans son cadre intérieur un arc polylobé. De la mosaïque de céramique rehausse de couleurs l’ensemble de son décor. Ce décor caractéristique des minarets almohades apparaît pour la première fois dans le lanternon de la Koutoubia de Marrakech, et occupe une grande place à la Giralda de Séville.

## Inscriptions votives
La mémoire du bâtisseur est commémorée plusieurs fois par des inscriptions.

### Sur la chaire
Gravée sur une plaque de cèdre en kufique.
Partie centrale : 
بنى هذا المسجد الأمير أبي عامر إبراهيم إبن السلطان إبي يحيى يغمراسن إبن زيان في سنة ست و تسعين و ستمائة من بعد وفاته رحمه الله
Cette mosquée a été construite pour l’émir Abû ‘Âmir Ibrâhîm fils du sultan Abû Yahyâ Yaghmurâsan ibn Zayân en l’an 696/1296, après sa mort, qu’Allâh lui fasse miséricorde.

## Galerie

Séléction d'images
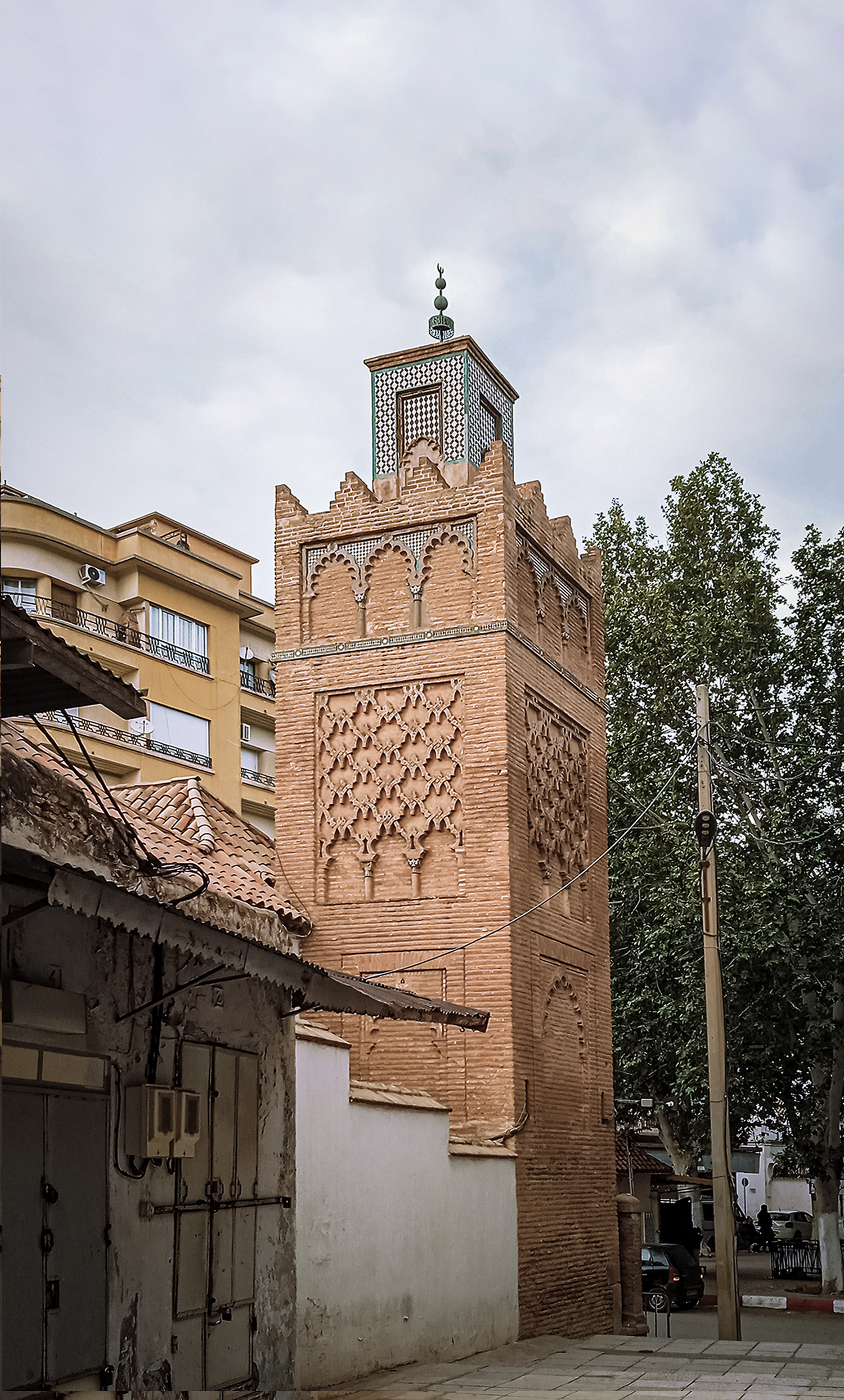
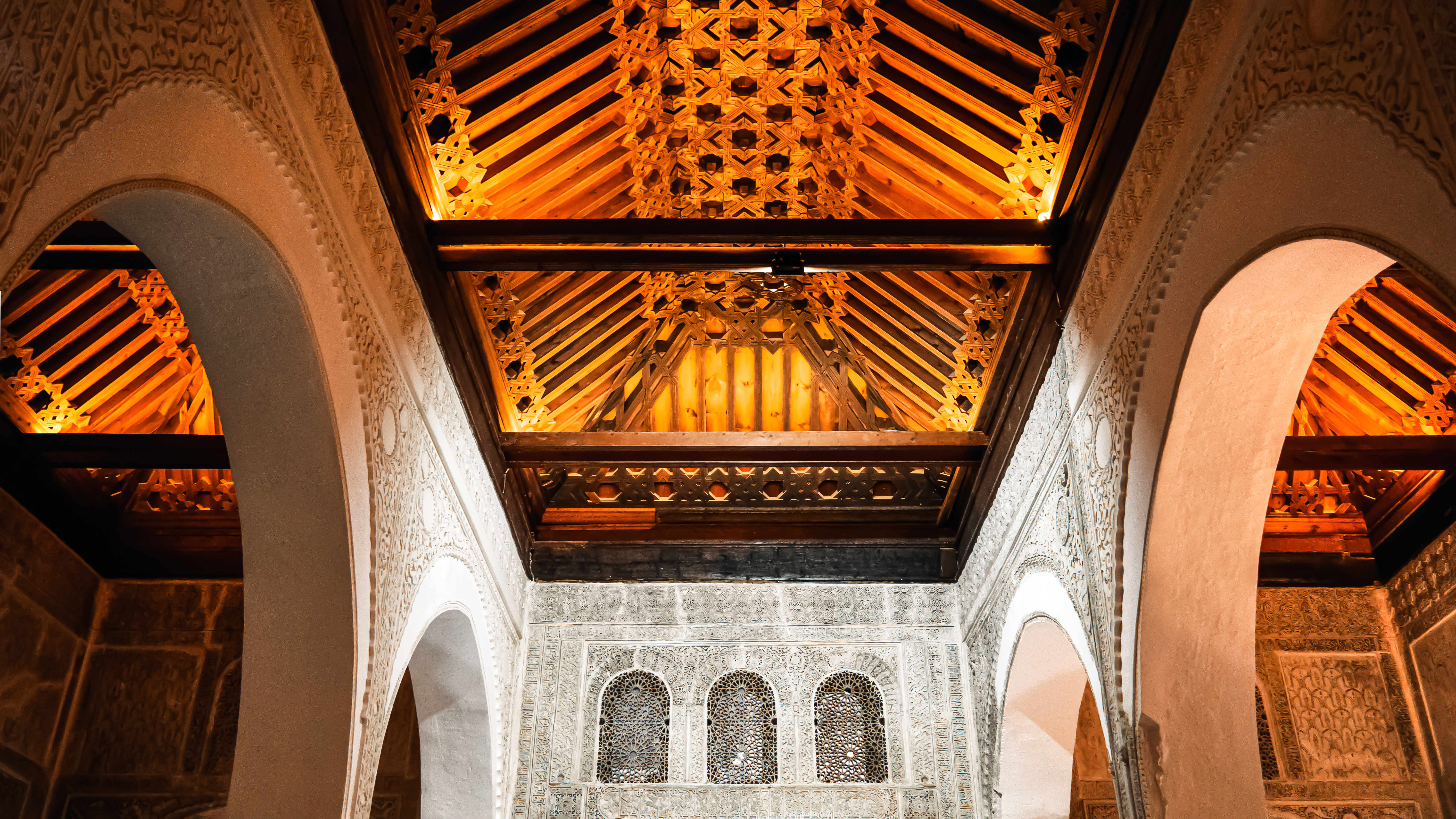
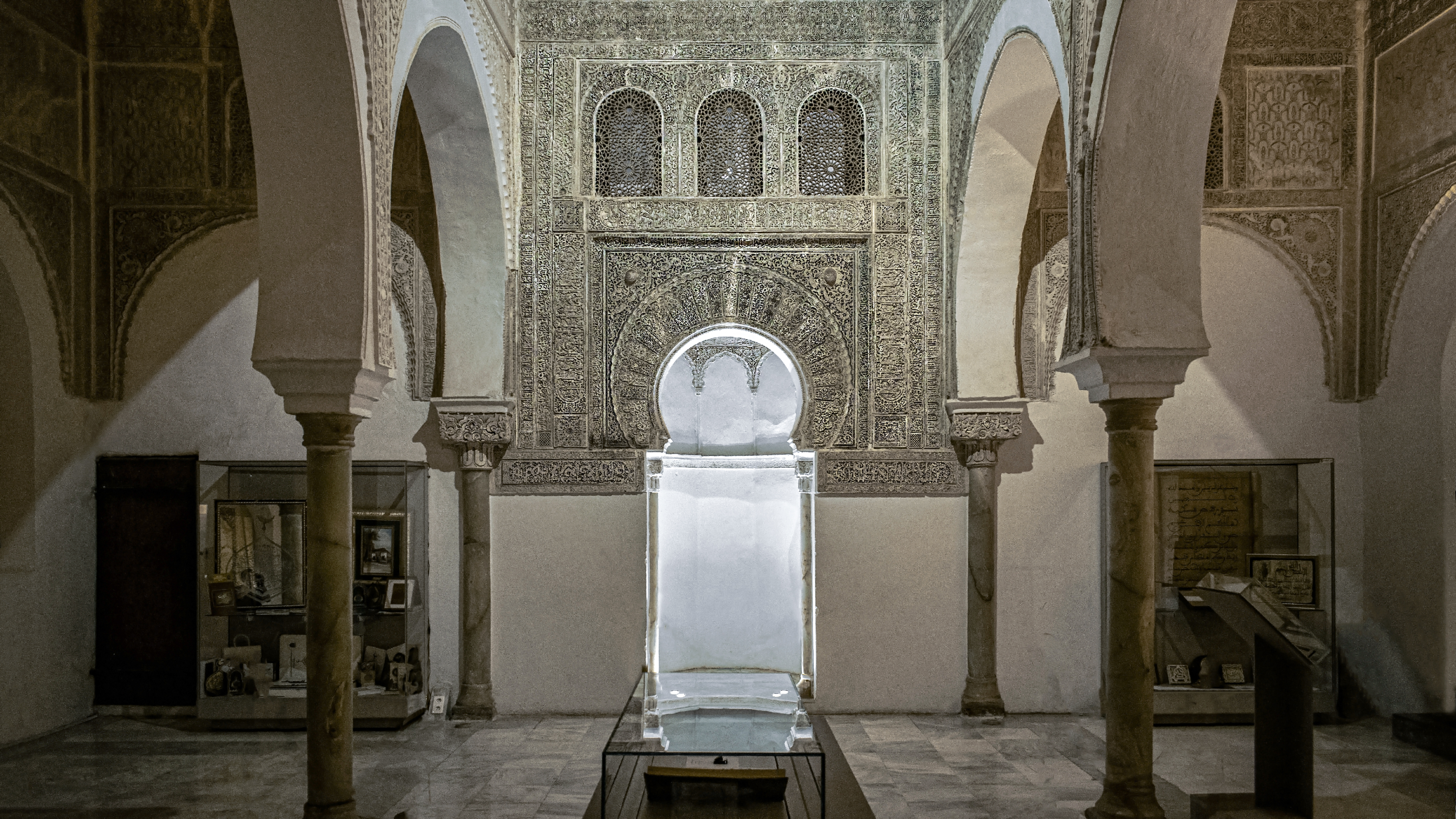
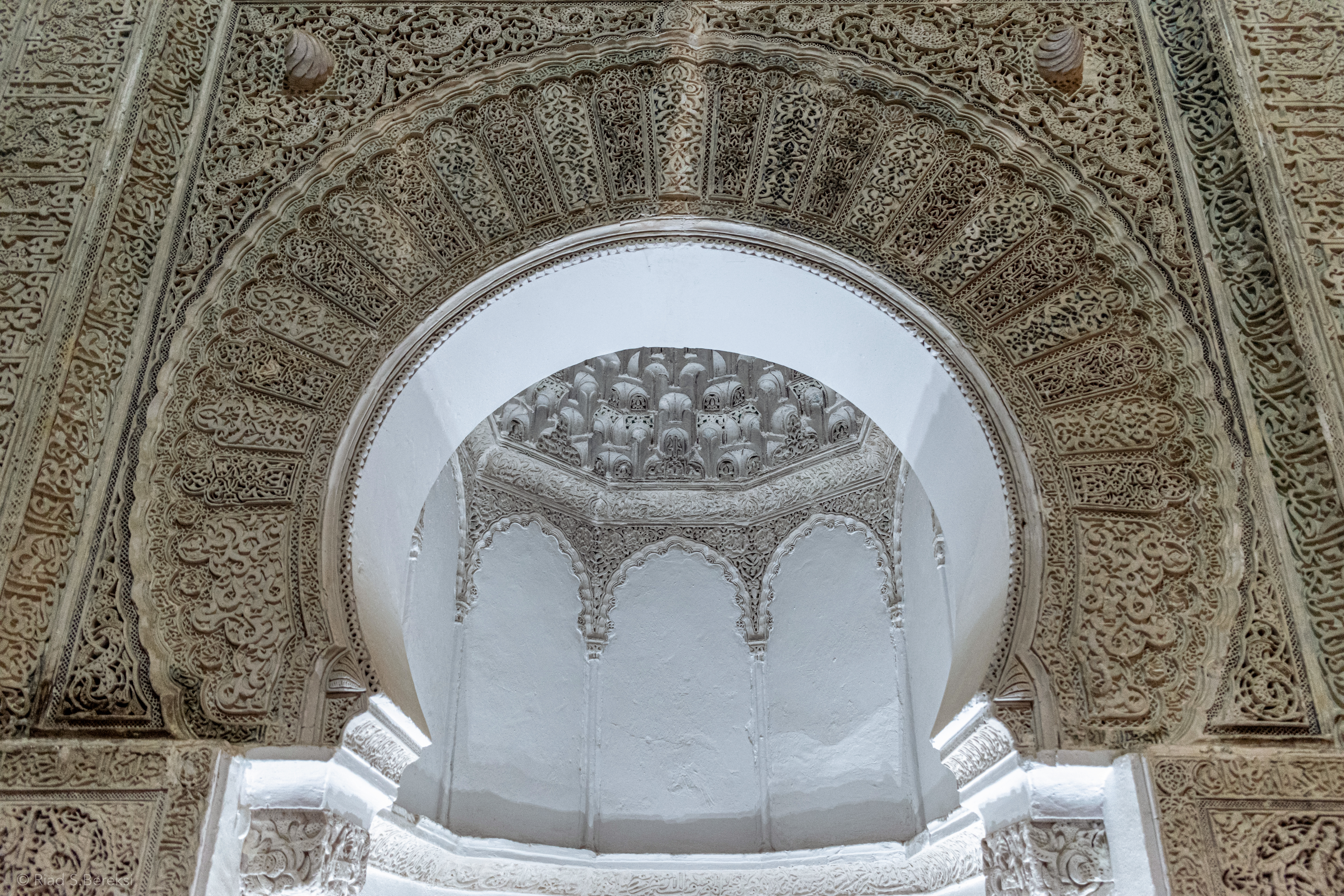